# 渋谷パルコ
渋谷PARCO（しぶやパルコ）は、 東京都渋谷区宇田川町にある複合商業ビル。株式会社パルコが運営するファッションビルブランド「PARCO（パルコ）」の旗艦店であり、パルコ全店の中で最大の取扱高を有する。
1973年開業。20世紀渋谷カルチャーの代名詞的存在であり、「公園通り」「スペイン坂」「オルガン坂」などのストリート名（通り名）付けなどの街づくり戦略も話題になった。渋谷パルコの開業は、渋谷が現在のような「若者の街」へと発展する契機となった。
建物の老朽化のため、2016年8月7日21時をもって閉店。その後建て替えに入り、2019年11月22日に「渋谷 パルコ・ヒューリックビル」としてリニューアルオープンした。

## 建て替え前

### Part1
1973年6月14日に開業。地下1階・地上9階。
9階にはPARCO劇場（開業当時の名は西武劇場）があり、7・8階はレストラン街、6階にはソーシャルTV局「2.5D」のスタジオ、3階にパルコミュージアム、1階には「TOKYO FM渋谷スペイン坂スタジオ」があった。その他の階はアパレル店が多くを占めていた。5階にPart3との連絡通路があり直結していた。

### Part2
1975年12月5日に開業。
昭和のDCブランド流行期には「コムサ・デ・モード」「コム・デ・ギャルソン」等の人気ブランドが、その後も「エディー・バウアー」や「Francfranc（フランフラン）」等の人気専門店が出店していた。
ビルの耐震不足が明らかとなり、2007年末をもって休業した。地権者などとの協議はまとまらず、解体されて跡地は2014年に「キリン一番搾りガーデン東京 Brewery Experience」の期間限定営業に使用された。2017年に「ヒューリック渋谷公園通りビル」が建設された。

### Part3
1981年9月10日に開業。地下1階・地上8階。
8階には開業時、多目的ホール「SPACE PART 3」があったが、1999年7月3日に映画館「シネクイント」に改築された。5階にはインテリアや旅行代理店、その他の階はアパレル店が大半を占めていた。2016年8月7日をもってPart1と共に老朽化の影響で閉館、館内映画館「シネクイント」は2018年7月6日に同じ渋谷区宇田川町内で移転再開業した。

### QUATTRO by PARCO
1988年6月28日に開業。地下1階・地上5階。
part1～3と異なる小型棟であるため「part4」ではなく、イタリア語で4を意味する「QUATTRO（クアトロ）」という、既存館とは連続性の無いビル名が与えられた。
開業当時は地下1階～地上4階にファッション専門店、5階にライブハウス「CLUB QUATTRO」という構成であったが、のちに、現存する「渋谷CLUB QUATTRO」（4～5階に拡張）のみを残して地下1階～地上3階は閉店、建主鎌田興産に返還され、QUATTROというビル名も消滅（現・鎌田興産ビル）した。退店後は2008年8月9日から2018年7月22日までBOOK OFF、2019年3月15日からGUが入居している。
現在多拠点展開するライブハウス「CLUB QUATTRO」の名前の由来となったビルである。

### ZERO GATE
2002年4月27日に開業。地下1階・地上4階。
2011年4月16日に「ベルシュカ」の日本1号店が全フロアに出店している。なお、会社（株式会社パルコ）の公式サイトや組織図等によれば、同じショッピングセンター事業であっても、ZERO GATEはPARCOとは別カテゴリであり、正確には渋谷PARCOの一部ではない。従って、渋谷PARCO建て替えによるPart1・3閉館後も営業を継続した。

### SR6
1983年6月開業。地上2階。
SRはショールームの頭文字で、短期のイベントや物販催事に貸し出される。2012年3月15日リニューアル。こちらもZERO GATE同様、建て替えによるPart1・3閉館後も営業を継続する。

## ヒューリックによる再開発(建て替え後)
2015年7月に、建物の老朽化などで再開発を決定。2016年8月7日に閉館し、旧Part3部分と併せて、地上20階・地下3階建の複合施設「渋谷 パルコ・ヒューリックビル」として2019年11月22日に再オープンした。
「若者の街」というイメージが強い渋谷であるが新しくなった渋谷パルコは特定のターゲットを持たず、次世代に向けた商業施設として「ノンエイジ」「ジェンダーレス」「コスモポリタン」というコンセプトを掲げた次世代型商業施設を目指している。
1階から10階の商業施設部分には地上から階段でアクセス可能な立地街路が設けられ、ビル屋外から店舗へのアクセスが可能となっている。1階や立体街路が面するショップはファッションビルでありながら、路面店のようなつくりとなっている。これは神南などの路面店が強い渋谷の特徴を商業施設に落とし込んでいると言える。
ファッションカテゴリーではラグジュアリーからモード、ストリート、カジュアル、ヴィンテージまで幅広いジャンルのショップが並んでいる。1階や2階にはCOMME des GARÇONS（コムデギャルソン）の新業態やGUCCI（グッチ）、LOEWE（ロエベ）、ISSEY MIYAKE（イッセイミヤケ）、KENZO（ケンゾー）、UNDERCOVER（アンダーカバー）、kolor（カラー）といったファッションビルとしては珍しいハイブランドやデザイナーズブランドのテナントが充実していることが特徴である。渋谷スクランブルスクエアやNEWoMan横浜、MIYASHITA PARK、心斎橋パルコといった近年開業・リニューアルする都心部のファッションビルにおいて、こういったハイブランド・デザイナーズブランドを揃えることは主流になりつつある。
6階はポケモンセンターや任天堂として初となる直営店であるNintendo TOKYO、JUMP SHOP（ジャンプショップ）、CAPCOM STORE TOKYOなどが立ち並び、日本のマンガ・アニメ・ゲーム文化を発信するフロアとなっている。
10階から上はオフィスフロアとなっており、デジタルガレージ・カカクコムが入居している。10階のオフィス部分と商業施設部分の境目にはカフェなどを備えた「Pangaea Shibuya」が設けられ、『Earthshot 世界を変える起業家たち』（BSテレ東）といったテレビ番組の収録にも使われている。また18階にはカンファレンスセンター「DRAGON GATE」が設けられている。
旧Part1と旧Part3の間には「ナカシブ通り」という歩行者専用通路が設けられ、24時間通行可能となっている。

## アクセス
東日本旅客鉄道（JR東日本）の山手線・埼京線・湘南新宿ライン、東急東横線・田園都市線、京王井の頭線、東京メトロ半蔵門線・銀座線・副都心線の渋谷駅下車。ハチ公口から徒歩で約5分。

## 施設周辺の通り名
- 公園通り - 1972年（昭和47年）に渋谷区役所通商店街（現：渋谷公園通商店街）が渋谷パルコ開店を機に命名。丸井渋谷店（現：渋谷マルイ）付近から代々木公園・NHK放送センター（首都圏局）に通じる坂道。「パルコ (parco)」はイタリア語で「公園」の意味で[22]、代々木公園に通じる通りであることから命名された[2]。渋谷区役所や渋谷公会堂があるため、元は「区役所通り」と呼ばれていた。
- スペイン坂 - 渋谷パルコ part1から井の頭通りへ下る坂道。渋谷パルコ開業2年後1975年（昭和50年）にパルコの依頼により命名。名称の由来は「スペイン坂#名称の由来」を参照。
- オルガン坂 - 井の頭通りのハンズ前の交差点からパルコ前交差点へ上がる坂道。周辺に音楽関係の店が多かったからという説、ハンズ前の階段がオルガンの鍵盤に見えるからという説がある[2]。

## コラボレーション企画
- 2016年7月から建て替え前最終営業日の8月7日まで約1か月間にわたり、映画『シン・ゴジラ』とのコラボレーション企画の目玉企画として、Part1のビル壁面にゴジラの巨大オブジェが装飾された。ゴジラがビル外壁を突き破って現れ、正面入口にあった「PARCO」電飾ロゴの「R」をもぎ取ってしまった演出のため、電飾の「R」のみが先行して取り外された。

## ギャラリー
- 渋谷PARCO Part1
（2006年9月撮影）
- 渋谷PARCO Part2
（2006年9月撮影）
- 渋谷PARCO Part3
（2008年5月撮影）
- 渋谷PARCO ZERO GATE
- 渋谷PARCO SR6
- TOKYO FM渋谷スペイン坂スタジオ
- 『シン・ゴジラ』のオブジェが施された末期の渋谷PARCO Part1

## 参考リンク
- 渋谷パルコ、43年の歴史に「いったん」幕　2019年秋に向け建て替え シブヤ経済新聞、2016年8月7日
- 新生「渋谷パルコ」11月下旬開業へ　フロア構成やテナント約180店など明らかに シブヤ経済新聞、2019年6月18日
- 特集「渋谷パルコ」復活へ　活気戻る「渋谷公園通り」、クロニクルから未来図まで シブヤ経済新聞、2019年6月19日